# 三条大橋
座標: 北緯35度00分32.66秒 東経135度46分18.25秒 / 北緯35.0090722度 東経135.7717361度

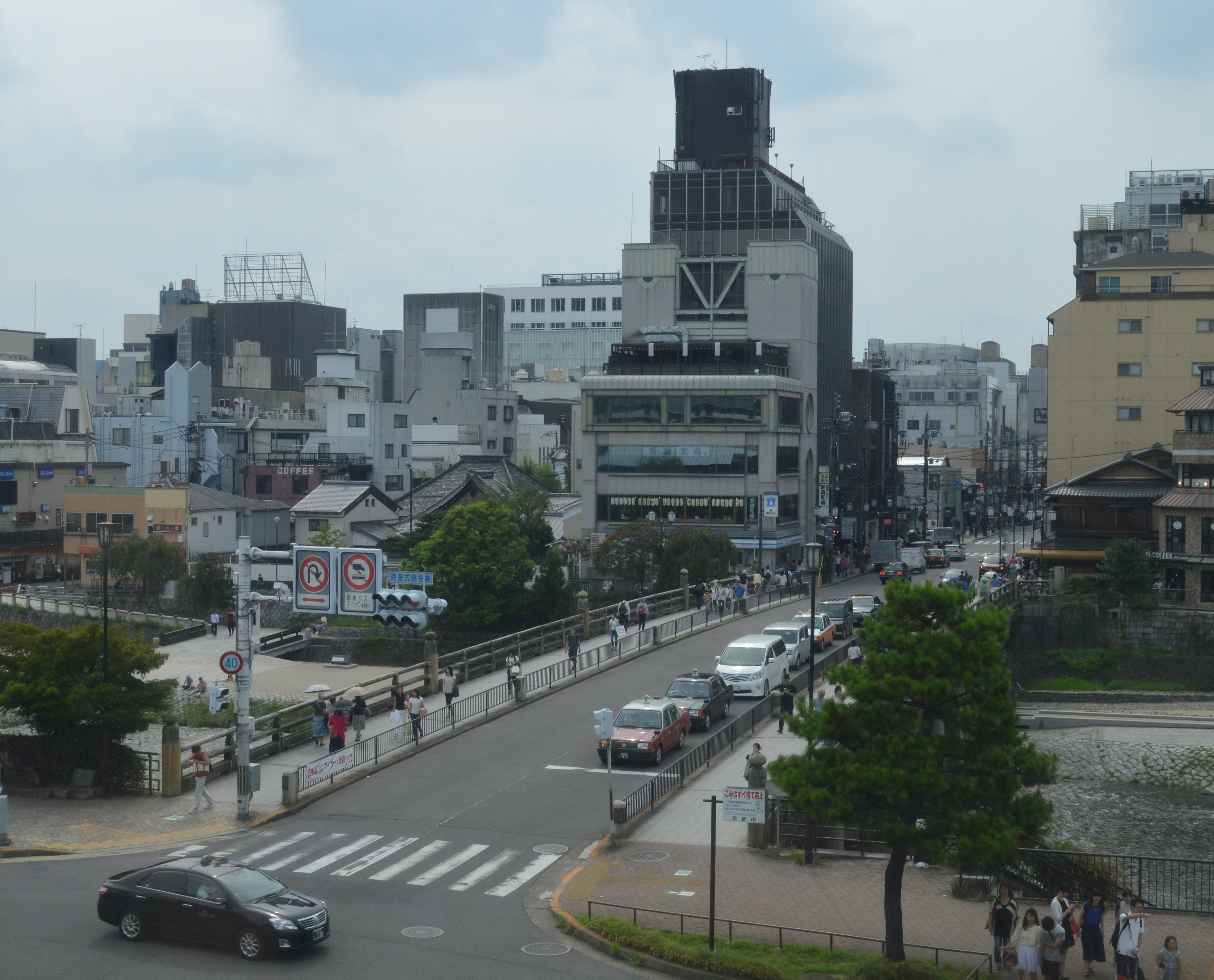
三条大橋（東詰より）

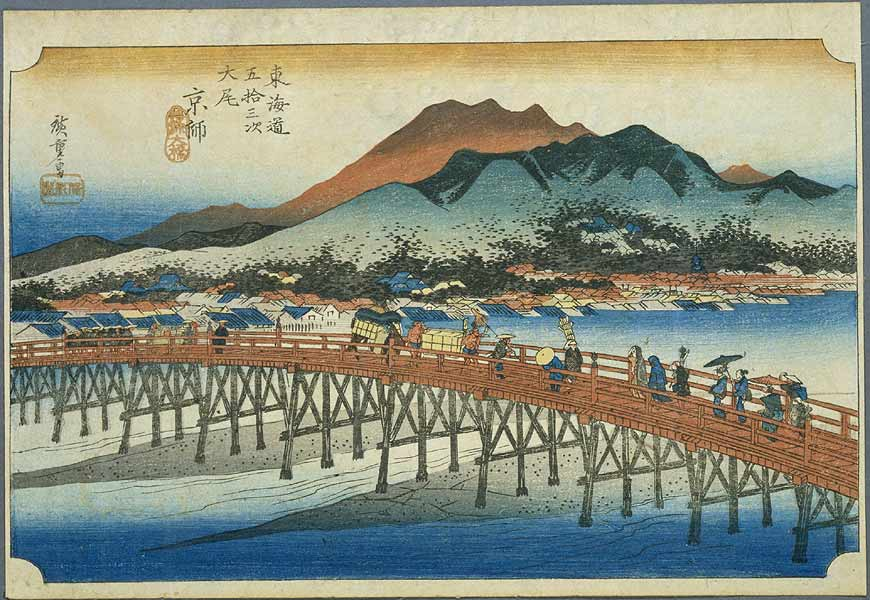
『東海道五十三次 三条大橋』
歌川広重筆。

弥次さんと喜多さんの像

駅伝発祥の碑

三条大橋（さんじょうおおはし）は、京都市にある三条通の橋。一級河川の鴨川に架かっている。

## 概要
最初に橋が架けられた時期は室町時代といわれている。天正17年（1589年）、豊臣秀吉の命により五条大橋と共に増田長盛を奉行として石柱の橋に改修された。
江戸時代には五街道のひとつ東海道五十三次の西の起点となる。そのため幕府直轄の公儀橋に位置付けられた。その後、元禄、明治、大正の各時代に橋の架け替えが行われた。
現在の橋本体は1950年（昭和25年）4月に完成した鋼単純H型橋である。橋長73m、幅員16.7m。木製欄干は2度更新されている。1度目は1974年（昭和49年）であり、国産木材の価格高騰によりタイワンヒノキが利用された。2度目は2022年（令和4年）秋から2024年（令和6年）にかけて行われた。
2024年（令和6年）1月に完了した補修・修景工事では、欄干のほか、歩道舗装や防護柵も更新された。欄干の木材は京都市内産の「みやこ杣木」で、京都市左京区鞍馬や右京区京北産のヒノキ材が用いられた。
なお、欄干の擬宝珠は再利用された。また、歩道舗装は銀鼠色の市松模様、防護柵は麻の葉模様で柱は檜皮色となった。更新費用は欄干の取り換えだけで3億円、歩道の整備を含めると4億円が必要と見積もられ、京都市がふるさと納税等で寄付を募った結果、計3億7000万円が寄せられた。
橋の名は、三条通と鴨川左岸（東側）を走る川端通の交差点名にもなっている。
江戸時代に出版された『東海道中膝栗毛』の主役である弥次郎兵衛と喜多八の像が、1994年（平成6年）に三条小橋商店街振興組合により設置された。

## 歴史

### 架橋
最初の造営は室町時代といわれている。その後、戦国時代末期の天正17年（1589年）に北条氏征伐の議が決まった直後に、豊臣秀吉が増田長盛に命じて三条大橋の修復・架橋させた。そのときの規模は、長さ64間4尺（126.0メートル）、幅は3間5尺5寸（7.5メートル）あり、擬宝珠に残る銘によれば、礎石は5尋（9.0メートル）の深さまで入れて、橋柱は63本全てを石柱としたもので、「石柱の橋は濫觴（らんしょう）なり」とある。

### 出来事
年代順に記述する。
- 三条大橋擬宝珠刀傷跡 - 擬宝珠に池田屋事件で付いたとされる刀傷の跡がある[1]。
- 三条高札事件 - 三条大橋の西詰め北側には、江戸時代に藩や幕府の高札を立てた「高札場跡」がある。この場所をめぐる特に有名な事件として、1866年（慶応2年）8月28日に発生した三条高札事件がある。なお、天正年間の大改造の際に使用された石の柱が現存する。
- 駅伝 - 日本で最初の駅伝競走「東海道駅伝徒歩競走」が、ここをスタート地点として1917年（大正6年）4月27日から3日間にわたり開催された[1]。2002年（平成14年）に日本陸上競技連盟よる記念碑「駅伝の碑」が設置された[10]。
- 花火大会 - 1954年（昭和29年）8月16日、三条大橋近隣で花火大会が行われたが、花火の残り火が京都御所に落下。建物1棟の屋根が全焼[11]。

### 三条河原（処刑場）
近隣の川岸はかつて「三条河原」と呼ばれ、処刑や処刑後の晒し首が行われた。ここで処刑・晒し首にされた著名な人物を挙げる。
- 石川五右衛門 - 安土桃山時代の著名な盗賊。1594年（文禄3年）8月25日、釜茹での刑に処せられた。
- 豊臣秀次と、その妻子側室侍女 - 1595年（文禄4年）7月、豊臣秀吉より謀反の疑いをかけられ高野山で切腹した後、三条河原へ豊臣秀次の首が運ばれた。首が据えられた前で妻子侍女など39名が処刑され、秀次の首と共に1か所に埋められ見せしめの塚が作られた。この塚は1611年（慶長16年）角倉了以の高瀬川開削時に塚と石柱が見つかり、現在も瑞泉寺の境内にある。
- 石田三成 - 安土桃山時代の武将。1600年の関ヶ原の戦いに敗れ、捕らえられ六条河原で斬首刑となり、三条河原で晒し首にされた。
- 近藤勇 - 新撰組局長。1868年（慶応4年）4月25日、板橋刑場（武蔵国板橋宿付近）で刑に処せられたあと、首が塩漬けにして運ばれ三条河原で晒し首となった。

## 鴨川・花の回廊
三条大橋東側（京阪側）には、鴨川左岸の環境整備および護岸改修を行った治水整備事業の記念碑がある。これは、平安遷都1200年を契機に着手した「京の川づくり」事業の一環として1992年（平成4年）より事業化され、三条大橋から七条大橋間が「花の回廊」として整備されたことを記念するものである。なお、同事業はのちに「水辺の回廊整備・鴨川創造プラン」に引き継がれ、継続的に事業が行われている。

## 位置情報
- 北緯35度00分32.66秒 東経135度46分18.25秒 / 北緯35.0090722度 東経135.7717361度
- 京都東北部(京都及大阪) - 地理院地図
- 三条通 - Google マップ

## 交通
詳細は、各駅の項目および三条京阪#バスを参照。
- 京阪・京阪本線・鴨東線 三条駅からすぐ。
- 京都市営地下鉄東西線 三条京阪駅からすぐ。
- 京都市営バス・京都バス「三条京阪前」バス停からすぐ。
- 京阪バス「三条京阪」バス停からすぐ。